# David Berg
David Brandt Berg (18 de febrero de 1919 — octubre de 1994), conocido con frecuencia por el seudónimo Moises David, fue el fundador y el líder de la secta Niños de Dios, también llamados "La familia internacional".

## Primeros años (1919 - 1968)
Berg nació en Oakland, California, los EE.UU. el 18 de febrero de 1919, de padre sueco (Hjalmer Emmanuel Berg) y madre estadounidense (la reverenda Virginia Brandt, evangelista cristiana hija del reverendo John Lincoln Brandt -1860 - 1946-, fallecida en 1968).
David era el más joven de tres niños, con un hermano, Hjalmer, nacido en 1911, y una hermana, Virginia, nacida en septiembre de 1915.
David Berg se graduó en el Instituto de Secundaria de Monterey (en California) en 1935 y en la Elliott School of Business Administration.
Berg, como su padre, se convirtió en ministro de la Alianza Cristiana y Misionera siendo destinado en Valley Farm en Arizona. Berg fue separado temporalmente de la organización por diferencias en sus enseñanzas. En sus sermones Berg, defendió que la expulsión era debido a su iniciativa para una mayor diversidad racial entre su congregación.
Fred Jordan amigo y jefe de Berg, alentó a Berg y su familia para abrir una rama de su Clínica de Almas en Miami, Florida, los Estados Unidos como escuela de entrenamiento de misioneros. Después de comenzar se enfrentó con problemas con las autoridades locales por sus métodos de ganar adeptos. Berg se trasladó con su familia a la Clínica de Almas de Texas de Fred Jordan.

## Los niños de Dios (1968 - 1994)
David Berg (también conocido como rey David, Moises David, Padre David, Papá, o Abuelo por los miembros de los Niños del Dios), en 1968, fundó el nuevo movimiento/culto/organización religioso conocido como los Niños del Dios, y más adelante como La familia del amor o La familia y actualmente La familia internacional.
Berg y su grupo han vivido en los países siguientes (entre otros): Estados Unidos, Reino Unido, Francia, España, Sudáfrica, Filipinas, Japón, Canadá, Portugal, Venezuela y Ecuador.
Vivió en reclusión total y secreta de sus seguidores y, junto con Karen Zerby, se piensa que utilizó un pasaporte australiano falso para viajar.
Por lo menos seis mujeres, incluyendo sus dos hijas y dos de sus nietas, han denunciado en público que Berg abusó sexualmente de ellas cuando eran niñas. La hija mayor de Berg, Deborah Davis, ha escrito un libro en el cual acusa a su padre de conducta sexual molesta con ella y con su hermana cuando eran niñas, y de intentar tener sexo con ella como adulta. Su hermana, Faith Berg, corroboró estas acusaciones, pero las describió de una manera positiva. En un caso de custodia de un niño en el Reino Unido, la nieta de Berg, Merry Berg, atestiguó que Berg la molestó sexualmente cuando ella era una joven adolescente. Otras de las nietas de Berg, Joyanne Treadwell Berg, hablaron en la televisión estadounidense sobre los abusos sexuales cometidos por David Berg. El hijo adoptivo de Berg, Ricky Rodríguez, escribió un artículo en el sitio web MovingOn.org en el cual describe la actividad sexual irregular de Berg que implica mujeres y niños. Davida Kelley, la hija de la niñera de Rodríguez, Sarah Kelley, que acusó a Berg de molestarla, según un artículo de la revista Rolling Stone. En el mismo artículo, una mujer identificada como Armendria alegó que David Berg abusó sexualmente de ella cuando ella tenía trece años.
Berg predijo varios acontecimientos apocalípticos, aunque ninguna de sus predicciones se cumplió. Su predicción más conocida era que un cometa destruiría los Estados Unidos en 1973 o 1974. Otra predicción suya consistía en que la gran tribulación comenzaría en 1989 y que la segunda resurrección de Jesucristo sucedería en 1993.
Durante su vida escribió o dictó sobre 3.000 libretos, conocidos como las Cartas de Mo («Mo letters») ("MO" que es abreviado de su seudónimo "Moses David"), que cubrieron mayoritariamente temas espirituales o prácticos y fueron utilizadas para diseminar e introducir en la política y la doctrina religiosa a sus seguidores. Debido a su obsesión por el secreto, hasta su muerte, cualquier foto de él que aparecía en las publicaciones del grupo tenía su cara cubierta con los dibujos rudimentarios del lápiz, representándolo a menudo como león antropomorfo.
Berg murió en 1994 y fue enterrado en Costa de Caparica, Portugal, siendo sus restos incinerados. Su organización es conducida actualmente por su viuda Karen Zerby (quién tomó como segunda esposa ("soi-disant") en agosto de 1969; conocida como mama María o reina María dentro de la organización) y por Steven Douglas Kelly (americano también conocido como Christopher Smith, Peter Amsterdam, o rey Peter en los Niños de Dios).

## Familia personal
David Berg se casó con su primera esposa, Jane Miller (conocido como "Madre Eve" en los Niños de Dios), el 22 de julio de 1944 en Glendale, California. De este matrimonio nacieron cuatro hijos:
- Linda (10 de septiembre de 1945): denominada "Deborah" en los Niños de Dios;
  - m#1. John/Jethro;
    - Joyanne (~ 1964);

  - m#2. Bill Davis (conocido como "Isaiah" en los Niños de Dios);
- Alexander David (nacido en agosto de 1975);
- Paul Brandt (nacido el 21 de junio de 1947), conocido como "Aaron" en los Niños de Dios, que se suicidó en abril de 1973 cerca de Ginebra, en Suiza);
  - m. Judy Arlene Helmstetler (conocido como "Shulamite" en los Niños de Dios);
    - Feliz Berg (nacido en 1972, conocido como "Mene" en los Niños de Dios);
- Jonatán Emanuel (nacido en enero de 1949, conocido como "Hosea" en los Niños de Dios); y
  - m. Luranna Nolind (conocido como "Esther" en los Niños del Dios);
- Faithy (nacido en febrero de 1951);
  - m. Arnold Dietrich (también conocido como "Arzobispo Joshua" en los Niños de Dios);

Su segunda esposa era Karen Zerby, que continúa siendo líder de los Niños de Dios. Berg adoptó de forma informal a su hijo, Ricky Rodríguez. En los años 70 y 80, las pinturas fotográficas de Rodríguez (aka "Davidito") que era sujetado al abuso sexual por los vigilantes del adulto fueron diseminadas a través del grupo por Berg y de Zerby en un niño que alzaba el manual conocido como "La historia de Davidito". En 2005, Ricky Rodríguez asesinó a uno de los vigilantes femeninos también demostrados en el libro antes de suicidarse horas más tarde.

## Las visiones sociológicas
El sociólogo doctor Thomas Robbins discutió que la dirección de Berg de los Niños de Dios estuviera basada en una autoridad carismática.